# Philipp Wollscheid
Philipp Wollscheid (Wadern, 6 marzo 1989) è un ex calciatore tedesco, di ruolo difensore.

## Statistiche

### Presenze e reti nei club
Statistiche aggiornate all'25 novembre 2016.
| Stagione                | Squadra                     | Campionato              | Campionato | Campionato | Coppe nazionali | Coppe nazionali | Coppe nazionali | Coppe continentali | Coppe continentali | Coppe continentali | Altre coppe | Altre coppe | Altre coppe | Totale | Totale |
| Stagione                | Squadra                     | Comp                    | Pres       | Reti       | Comp            | Pres            | Reti            | Comp               | Pres               | Reti               | Comp        | Pres        | Reti        | Pres   | Reti   |
| ----------------------- | --------------------------- | ----------------------- | ---------- | ---------- | --------------- | --------------- | --------------- | ------------------ | ------------------ | ------------------ | ----------- | ----------- | ----------- | ------ | ------ |
| lug. 2007-dic. 2007     | Rot-Weiß Hasborn-Dautweiler | OLSW                    | 18         | 0          | CG              | 1               | 0               | -                  | -                  | -                  | -           | -           | -           | 19     | 0      |
| gen. 2008-giu. 2008     | Saarbrücken                 | OLSW                    | 7          | 1          | -               | -               | -               | -                  | -                  | -                  | -           | -           | -           | 7      | 1      |
| 2008-2009               | Saarbrücken                 | OLSW                    | 22         | 2          | -               | -               | -               | -                  | -                  | -                  | -           | -           | -           | 22     | 2      |
| Totale Saarbrücken      | Totale Saarbrücken          | Totale Saarbrücken      | 47         | 3          |                 |                 |                 |                    |                    |                    |             |             |             | 48     | 3      |
| 2009-2010               | Norimberga II               | RLS                     | 26         | 1          | -               | -               | -               | -                  | -                  | -                  | -           | -           | -           | 26     | 1      |
| ago. 2010-nov. 2010     | Norimberga II               | RLS                     | 11         | 0          | -               | -               | -               |                    | -                  | -                  | -           | -           | -           | 11     | 0      |
| Totale Norimberga II    | Totale Norimberga II        | Totale Norimberga II    | 37         | 1          |                 |                 |                 |                    |                    |                    |             |             |             | 37     | 1      |
| 2010-2011               | Norimberga                  | BL                      | 19         | 3          | CG              | 2               | 0               | -                  | -                  | -                  | -           | -           | -           | 21     | 3      |
| 2011-2012               | Norimberga                  | BL                      | 33         | 2          | CG              | 3               | 0               | -                  | -                  | -                  | -           | -           | -           | 36     | 2      |
| Totale Norimberga       | Totale Norimberga           | Totale Norimberga       | 52         | 5          |                 | 5               | 0               |                    |                    |                    |             |             |             | 57     | 5      |
| 2012-2013               | Bayer Leverkusen            | BL                      | 31         | 2          | CG              | 2               | 0               | UEL                | 7                  | 1                  | -           | -           | -           | 40     | 3      |
| 2013-2014               | Bayer Leverkusen            | BL                      | 20         | 0          | CG              | 3               | 0               | UCL                | 4                  | 0                  | -           | -           | -           | 27     | 0      |
| Totale Bayer Leverkusen | Totale Bayer Leverkusen     | Totale Bayer Leverkusen | 51         | 2          |                 | 5               | 0               |                    | 11                 | 1                  |             | -           | -           | 67     | 3      |
| set.-dic. 2014          | Magonza                     | BL                      | 5          | 0          | -               | -               | -               | -                  | -                  | -                  | -           | -           | -           | 5      | 0      |
| gen.-giu. 2015          | Stoke City                  | PL                      | 12         | 0          | FACup           | 2               | 0               | -                  | -                  | -                  | -           | -           | -           | 14     | 0      |
| 2015-2016               | Stoke City                  | PL                      | 31         | 0          | FACup+CdL       | 2+6             | 0+0             | -                  | -                  | -                  | -           | -           | -           | 39     | 0      |
| lug.-ago. 2016          | Stoke City                  | PL                      | 2          | 0          | -               | -               | -               | -                  | -                  | -                  | -           | -           | -           | 2      | 0      |
| Totale Stoke City       | Totale Stoke City           | Totale Stoke City       | 45         | 0          |                 | 10              | 0               |                    |                    |                    |             |             |             | 55     | 0      |
| set. 2016-2017          | Wolfsburg                   | BL                      | 3          | 0          | -               | -               | -               | -                  | -                  | -                  | -           | -           | -           | 3      | 0      |
| Totale carriera         | Totale carriera             | Totale carriera         | 240        | 11         |                 | 21              | 0               |                    | 11                 | 1                  |             | -           | -           | 272    | 12     |

### Cronologia presenze e reti in Nazionale
| Cronologia completa delle presenze e delle reti in nazionale ― Germania | Cronologia completa delle presenze e delle reti in nazionale ― Germania | Cronologia completa delle presenze e delle reti in nazionale ― Germania | Cronologia completa delle presenze e delle reti in nazionale ― Germania | Cronologia completa delle presenze e delle reti in nazionale ― Germania | Cronologia completa delle presenze e delle reti in nazionale ― Germania | Cronologia completa delle presenze e delle reti in nazionale ― Germania | Cronologia completa delle presenze e delle reti in nazionale ― Germania |
| Data                                                                    | Città                                                                   | In casa                                                                 | Risultato                                                               | Ospiti                                                                  | Competizione                                                            | Reti                                                                    | Note                                                                    |
| ----------------------------------------------------------------------- | ----------------------------------------------------------------------- | ----------------------------------------------------------------------- | ----------------------------------------------------------------------- | ----------------------------------------------------------------------- | ----------------------------------------------------------------------- | ----------------------------------------------------------------------- | ----------------------------------------------------------------------- |
| 29-5-2013                                                               | Boca Raton                                                              | Ecuador                                                                 | 2 – 4                                                                   | Germania                                                                | Amichevole                                                              | -                                                                       | 90+1’                                                                   |
| 2-6-2013                                                                | Washington                                                              | Stati Uniti                                                             | 4 – 3                                                                   | Germania                                                                | Amichevole                                                              | -                                                                       | 46’                                                                     |
| Totale                                                                  |                                                                         | Presenze                                                                | 2                                                                       |                                                                         | Reti                                                                    | 0                                                                       |                                                                         |